# Hydrotaea unidenticulatus
Hydrotaea unidenticulatus este o specie de muște din genul Hydrotaea, familia Muscidae, descrisă de Xue, Wang și Du în anul 2007. Conform Catalogue of Life specia Hydrotaea unidenticulatus nu are subspecii cunoscute.